# Thomas Brothers Model E
Thomas Brothers Model E – szósty samolot zaprojektowany i zbudowany w zakładach Thomas Brothers Company w 1913.

## Tło historyczne
W 1910 William T. Thomas pracując w stodole w Hammondsport zbudował swój pierwszy samolot znany po prostu jako Biplane. Później w 1910 założona przez niego i jego brata Olivera Thomasa firma Thomas Brothers Company przeniosła się do Bath, gdzie bracia kontynuowali prace nad nowymi konstrukcjami.  Model E był szóstym samolotem zaprojektowanym i zbudowanym w ich firmie.

## Opis konstrukcji
Model E był dwupłatowym, jednosilnikowym samolotem o konstrukcji drewnianej krytej płótnem, samolot był rozwinięciem wcześniejszej konstrukcji Thomas Brothers TA.
W wersji podstawowej samolot był napędzany 65-konnym silnikiem Kirkham.

## Historia
W 1913 zbudowano 12 egzemplarzy tego samolotu. Przynajmniej jeden z nich, znany jako Special Biplane, miał silnik o większej mocy (80-konny Curtiss) i skrzydła o większej rozpiętości - 10,05 m. Frank H. Burnside, główny pilot Thomas Brothers, ustanowił tym samolotem rekord wysokości lotu w Stanach Zjednoczonych wznosząc się 26 lipca 1913 na wysokość 12,975 jardów (11,864 m).
Jeden samolot tego typu przetrwał do dziś, znajduje się w muzeum Old Rhinebeck Aerodrome.